# Eugsterita
L'eugsterita és un mineral de la classe dels sulfats. Va rebre el seu n om l'any 1981 per Lideke Vergouwen en honor de Hans-Peter Eugster (1925-1987), geoquímic de la Universitat Johns Hopkins, a Baltimore, Maryland (Estats Units).

## Característiques
L'eugsterita és un sulfat de fórmula química Na₄Ca(SO₄)₃·2H₂O. Cristal·litza en el sistema monoclínic. Les fibres tenen un gruix d'entre 0,5 i 1,5 micres i mesuren fins a 40 micres de llarg. La seva duresa a l'escala de Mohs es troba entre 1 i 2.
Segons la classificació de Nickel-Strunz, l'eugsterita pertany a «07.CD - Sulfats (selenats, etc.) sense anions addicionals, amb H₂O, amb cations grans només» juntament amb els següents minerals: matteuccita, mirabilita, lecontita, hidroglauberita, görgeyita, koktaïta, singenita, guix, bassanita, zircosulfat, schieffelinita, montanita i omongwaïta.

## Formació i jaciments
És una espècie descrita a partir de mostres de tres localitats diferents: Luanda i Sindo, al llac Victòria (Kenya), i Karapinar, a la província de Konya (Anatòlia Central, Turquia). Sol trobar-se associada a altres minerals com la thenardita i l'halita.